# Kiyoto Furushima
Kiyoto Furushima (古島 清人 Furushima Kiyoto?,  nacido el 3 de abril de 1968 en Kumamoto) es un exfutbolista japonés. Jugaba de guardameta y su último club fue el NTT Kumamoto de Japón.

## Trayectoria

### Clubes
| Club               | País  | Año         |
| ------------------ | ----- | ----------- |
| Bellmare Hiratsuka | Japón | 1987 - 1995 |
| Avispa Fukuoka     | Japón | 1996 - 1997 |
| Omiya Ardija       | Japón | 1998        |
| NTT Kumamoto       | Japón | 1999 - 2000 |

## Palmarés

### Títulos nacionales
| Título             | Club               | País  | Año  |
| ------------------ | ------------------ | ----- | ---- |
| Copa del Emperador | Bellmare Hiratsuka | Japón | 1994 |